# Läkerol

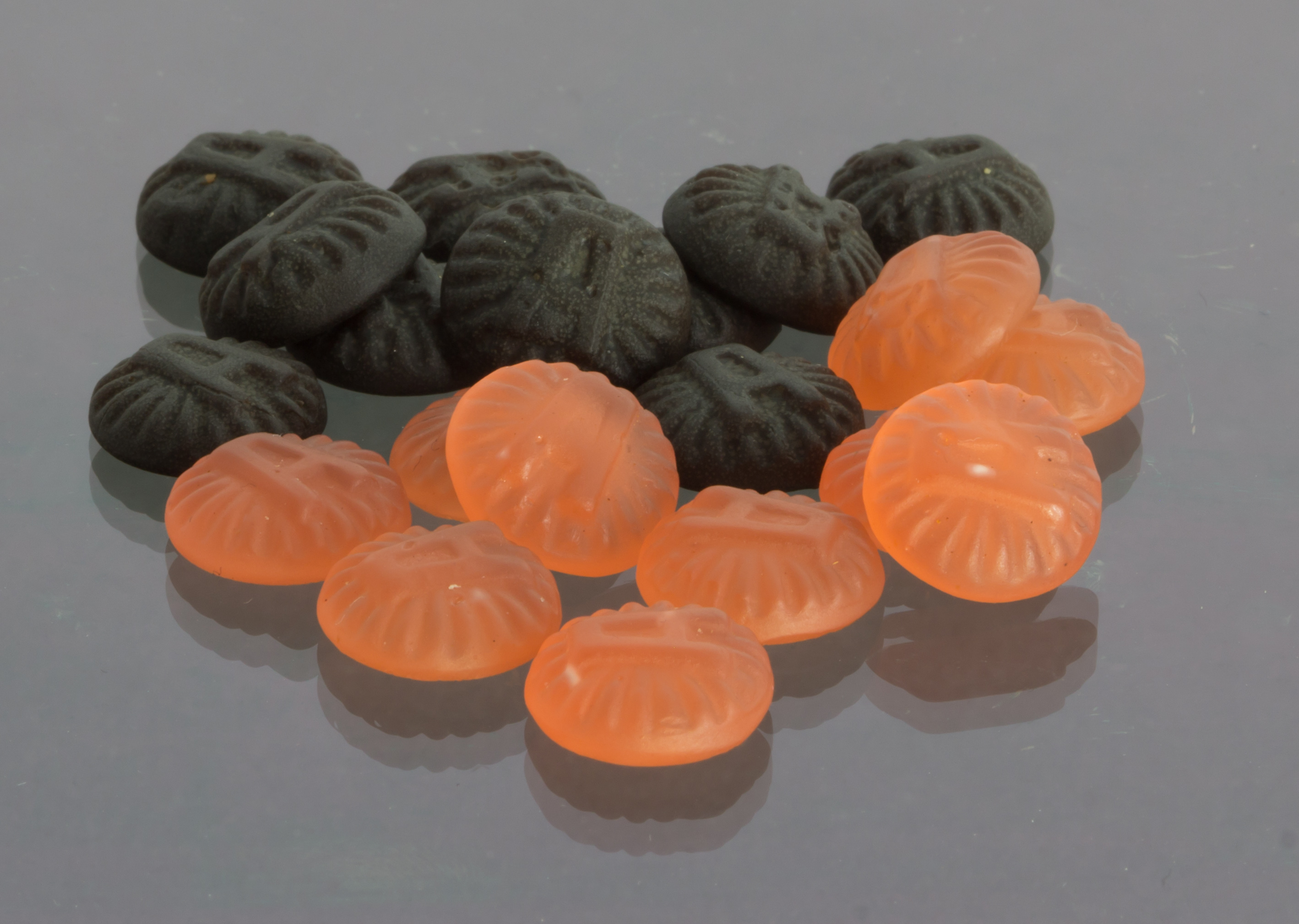
Läkerol Salmiak / Raspberry Lemongrass

Läkerol är ett varumärke för halspastiller och tuggummin som idag tillverkas av Cloetta. Varumärket lanserades ursprungligen 1909 av Ahlgrens Tekniska Fabrik i Gävle. Det användes då för en tysk produkt, importerad från Kleutgen & Meier i Bad Godesberg. Inte förrän 1916 började Ahlgrens producera pastillerna.

## Historia

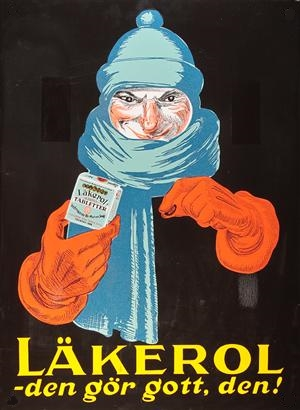
Läkerolgubben på Alfred Collins affisch från 1926

Adolf Ahlgren upptäckte tabletten på en livsmedelsmässa i Leipzig 1909. Samma år introducerades Läkerol-pastillen i Sverige. Tabletten blev genast en succé. Därefter introducerades Läkerol i en rad länder med början i Danmark 1910, Norge och Finland 1912, Ryssland 1913 och Tyskland 1914. 
Under första världskriget producerades pastillen i en särskild variant, Krigs-Läkerol. Man kunde då inte få tag på gummi arabicum utan tog fram en sockerbaserad variant med hjälp av expertis från den biologiska institutionen vid Stockholms universitet. 
Från och med 1916 fram till slutet av 2013 producerades Läkerol i Sverige enligt recept från firman som skapade tabletten från början, nämligen Kleutgen & Meier i Tyskland. 2014  lades Läkerolfabriken i Gävle ner av nuvarande ägarna Cloetta, och läkerolproduktionen flyttades till Levice i Slovakien.
Adolf Ahlgren gav 1912 Läkerol tecknet "A" för att symbolisera den kvalitet Ahlgren stod/står för. 
Läkerol har sedan vidareutvecklats och marknadsförts i många decennier. Det började med en enda produkt 1909 men fortsatte med fler smaker. Läkerol finns i hela världen. Idag finns ca. 30 olika smaker och de flesta, med undantag för Läkerol Bon Bons, är sockerfria, de övriga innehåller bl.a. aspartam. År 2005 kom Läkerol anpassad för barn. Senare, år 2009, kom det Läkerol Tuggummi även kallad Läkerol Chewing Gum.
Företagets VD Bengt Ahlgren instiftade 1955 Läkerols kulturpris.

## Namnet
Namnet Läkerol användes till en början för ett flytande antiseptiskt medel som såldes med den läkande salvan Läkerin. Tabletten kompletterade den helande serien. Att namnet kommer av en sammandragning av LÄKER Och Lenar finns inte belagt. 

## Smaker
- Original
- Salmiak
- Cactus
- Licorice Seasalt
- Salvi
- Bon Bons
- Cassis
- Eucalyptus
- Lemon
- Strawberry
- Raspberry Licorice
- Minty Licorice (utgången)
- Yuzo (utgången)
- Blue Fruits (utgången)
- Pomegranate (utgången)
- Pitaya (utgången)
- Cupa (utgången)
- Special (utgången)
- Red & Spicy (utgången)
- Mint (utgången)
- Sweet Licorice (utgången)
- Black (utgången)
- Strawberry Licorice (utgången)
- Cisali (utgången)
- Golden Grape (utgången)
- Kiwi Passion (utgången)
- Strong Mint (utgången)
- Aqua Mint (utgången)
- Ice Mint (utgången)
- Safari Sun Licorice (utgången)
- Africa Gold Licorice (utgången)
- Kumquat Licorice (utgången)
- Blue Mint (utgången)
- Caribbean Lime (utgången)
- Copacabana Fruits (utgången)
- Sunset Licorice (utgången)
- Samba Licorice (utgången)
- Acerola (utgången)
- Black Diamond (utgången)
- Sparkling (utgången)
- Yuzo Citrus (utgången)
- Dark Humor (utgången)
- Licorice Malt (utgången)
- Lakrição (utgången)
- Frutiñho (utgången)
- Raspberry Lemongrass (utgången)
- Salty Caramel (utgången)

- Läkerol Dark Pure Liqourice
- Läkerol Dark Smoked Liqourice
- Läkerol Dark Orange Liqourice
- Läkerol Split Cloudberry
- Läkerol Split Raspberry
- Läkerol Split Pear
- Läkerol Split Lingonberry
- Läkerol Split Sanguinello Mint
- Läkerol Split Wild Strawberry Mint
- Läkerol Dents Mint
- Läkerol Dents Lemon
- Läkerol Dents Menthol
- Läkerol Dents Caramel Mint
- Läkerol 100 years Licorice Watermelon
- Läkerol 100 years Licorice Persimon
- Läkerol Chewing Gum Salvi
- Läkerol Chewing Gum Peppermint
- Läkerol Chewing Gum Raspberry Licorice
- Läkerol Chewing Gum Pear Licorice
- Läkerol Chewing Gum Salmiak Licorice
- Läkerol Fresh Drops Salmiak
- Läkerol Fresh Drops Salvi
- Läkerol Fresh Drops Papaya/Lemon
- Läkerol Fresh Drops Strawberry/Lime